# Les Autres (roman de Christine Angot)
Pour les articles homonymes, voir Les Autres.
Les Autres est un roman de Christine Angot paru en 1997 chez Fayard.

## Résumé
« Je n'avais plus d'idées. J'ai demandé aux autres de me parler. Ils ont des vies, qu'on doit pouvoir raconter. Je me disais. Les autres. »
Œuvre fragmentaire et fragmentée, Les Autres est un texte à l'intersection de l'individu et du collectif. La narration, tenue par ces aller-retour entre le « je » de l'énonciateur et ces « ils » ou « elles » qu'il observe et dont il transcrit les paroles, pensées et actes, aborde avant tout le thème du désir et de la sexualité. « Premières fois », découverte de la nudité, de la pornographie, de la masturbation, usage des réseaux téléphoniques à caractère sexuel, problématiques inhérentes à la séduction, au passage à l'acte... Les Autres met à jour les souvenirs les plus intimes et les plus troublants de l'individu, sans concessions ni compromis.
« En donnant la paroles aux autres à travers des voix, des fragments de désirs et de détresses », Christine Angot livre une œuvre au « rythme extrêmement heurté qui épouse le battement même des pulsions [et où] tout est brut, coupant, net. »

## Éditions
- Les Autres, Fayard, 1997 - rééd. Pocket.
- Les Autres, Stock, 2001.